# Holly Hill (Carolina del Sud)
Holly Hill és una població dels Estats Units a l'estat de Carolina del Sud. Segons el cens del 2000 tenia 1.281 habitants.

## Demografia
Segons el cens del 2000, Holly Hill tenia 1.281 habitants, 502 habitatges i 359 famílies. La densitat de població era de 366,4 habitants/km².
Dels 502 habitatges en un 27,9% hi vivien nens de menys de 18 anys, en un 50,6% hi vivien parelles casades, en un 18,9% dones solteres, i en un 28,3% no eren unitats familiars. En el 26,5% dels habitatges hi vivien persones soles el 13,9% de les quals corresponia a persones de 65 anys o més que vivien soles. El nombre mitjà de persones vivint en cada habitatge era de 2,53 i el nombre mitjà de persones que vivien en cada família era de 3,05.
Per edats la població es repartia de la següent manera: un 24,4% tenia menys de 18 anys, un 8,2% entre 18 i 24, un 23,8% entre 25 i 44, un 26% de 45 a 60 i un 17,6% 65 anys o més.
L'edat mediana era de 40 anys. Per cada 100 dones de 18 o més anys hi havia 76,5 homes.
La renda mediana per habitatge era de 33.036$ i la renda mediana per família de 43.611$. Els homes tenien una renda mediana de 36.944$ mentre que les dones 21.346$. La renda per capita de la població era de 16.437$. Entorn del 10,7% de les famílies i el 15,7% de la població estaven per davall del llindar de pobresa.

## Poblacions més properes
El següent diagrama mostra les poblacions més properes.